# Monasterio del Corpus Christi (Luchente)
El monasterio del Corpus Christi situado en el término municipal de Luchente (Valencia), es una edificación conventual que tiene sus orígenes en una ermita del siglo XIII y que fue renovada en el siglo XVIII.
Este monasterio presenta edificaciones de diferentes épocas, comenzándose a levantar desde el siglo XIV en estilo gótico valenciano. La construcción de este monasterio está vinculada al "Milagro de los Corporales" que, según la tradición, ocurrió en este lugar en el siglo XIII.
El conjunto se ordena a través de un claustro, en cuyo lado sur se encuentran el aula, las celdas y el refectorio. El claustro de planta cuadrada consta de dos cuerpos, el inferior con arcos sobre pilastras con capiteles decorados con motivos eucarísticos. La Iglesia del Corpus Christi se sitúa en el lado norte del claustro del monasterio del mismo nombre. Se trata de una iglesia de una sola nave dividida en cuatro tramos con coro alto a los pies. Está cubierta con bóveda de crucería y bóveda estrellada en el coro alto. En el lado de la Epístola presenta dos capillas anexas realizadas en el siglo XVIII, la capilla de la Santa Faz y la capilla de la Comunión esta última de planta de cruz griega con cúpula sobre pechinas.
La fábrica de la iglesia está realizada con mampostería en los muros y sillería en los contrafuertes y en las esquinas. Hacia el este del conjunto se encuentra el patio de servicios alrededor del cual se distribuyen las diferentes dependencias para el funcionamiento del monasterio.